# Hadji Mammadov
Pour les articles homonymes, voir Mammadov.
 (mars 2021).
La mise en forme du texte ne suit pas les recommandations de Wikipédia : il faut le « wikifier ».
Les points d'amélioration suivants sont les cas les plus fréquents :
- Les titres sont pré-formatés par le logiciel. Ils ne sont ni en capitales, ni en gras.
- Le texte ne doit pas être écrit en capitales (les noms de famille non plus), ni en gras, ni en italique, ni en « petit »…
- Le gras n'est utilisé que pour surligner le titre de l'article dans l'introduction, une seule fois.
- L'italique est rarement utilisé : mots en langue étrangère, titres d'œuvres, noms de bateaux, etc.
- Les citations ne sont pas en italique mais en corps de texte normal. Elles sont entourées par des guillemets français : « et ».
- Les listes à puces sont à éviter, des paragraphes rédigés étant largement préférés. Les tableaux sont à réserver à la présentation de données structurées (résultats, etc.).
- Les appels de note de bas de page (petits chiffres en exposant, introduits par l'outil «  Source ») sont à placer entre la fin de phrase et le point final[comme ça].
- Les liens internes (vers d'autres articles de Wikipédia) sont à choisir avec parcimonie. Créez des liens vers des articles approfondissant le sujet. Les termes génériques sans rapport avec le sujet sont à éviter, ainsi que les répétitions de liens vers un même terme.
- Les liens externes sont à placer uniquement dans une section « Liens externes », à la fin de l'article. Ces liens sont à choisir avec parcimonie suivant les règles définies. Si un lien sert de source à l'article, son insertion dans le texte est à faire par les notes de bas de page.
- La présentation des références doit suivre les conventions bibliographiques. Il est recommandé d'utiliser les modèles {{Ouvrage}}, {{Chapitre}}, {{Article}}, {{Lien web}} et/ou {{Bibliographie}}. Le mode d'édition visuel peut mettre en forme automatiquement les références.
- Insérer une infobox (cadre d'informations à droite) n'est pas obligatoire pour parachever la mise en page.

Pour une aide détaillée, merci de consulter Aide:Wikification.
Si vous pensez que ces points ont été résolus, vous pouvez retirer ce bandeau et améliorer la mise en forme d'un autre article.
Hadji Mammadov (en azéri : Hacı Məmməd oğlu Məmmədov ; né le 28 avril 1920 à Chamakha, mort le 2 août 1981 à Bakou) est un joueur de tar, Artiste du Peuple de l’Azerbaïdjan (1963).

## Éducation
La famille de Hadji Mammadov déménage à Bakou. Son père Mammad s’intéressait à la musique et à la culture et jouait du tar. Hadji est admiré par son jeu et apprend à jouer du tar tout seul. 
En 1930-1948 il joue dans l'Orchestre national d'instruments folkloriques d'Azerbaïdjan. 
En 1943-1948 H.Mammadov étudie à l'Institut de médecine de l'État d'Azerbaïdjan.

## Parcours professionnel
En 1949-1970, Hadji Mammadov travaille comme médecin-chirurgien. Dans le même temps, à partir de 1949, il est soliste du Théâtre philharmonique. Il est un interprète original et habile de mughams et d'œuvres de compositeurs et l’un des premiers interprètes de compositeurs classiques russes et occidentaux sur le tar. La principale caractéristique de l'art de Hadji Mammadov était la combinaison de qualités telles que l'émotivité et la virtuosité
Hadji Mammadov accompagnait des chanteurs tels que Bulbul, Seyid Chuchinsky, Zulfi Adiguezalov et visitait de nombreux pays étrangers - Belgique, Pologne, Hongrie, Iran, Syrie, Algérie et d’autres.

## Décorations
- Artiste du peuple de la RSS d'Azerbaïdjan - 18 mai 1963
- Artiste émérite de la RSS d'Azerbaïdjan
- Ordre de l'insigne d'honneur - 9 juin 1959